# حرب المحررين الأهلية
حرب المحررين الأهلية (43-42 ق. م.)، ابتدأها الحكم الثلاثي الثاني للانتقام من اغتيال يوليوس قيصر. خاضت الحرب قوات مارك أنطوني وقوات أغسطس (عضوا الحكم الثلاثي الثاني) ضد قوات قتلة قيصر، بقيادة ماركوس يونيوس بروتس وغايوس كاسيوس لونغينوس، المعروفين أيضًا باسم المحررين. هُزم غايوس على يد الحكم الثلاثي في معركة فيليبي في أكتوبر 42 قبل الميلاد وانتحر بعدها. انتحر بروتس أيضًا بعد الجزء الثاني من المعركة.

## تمهيد
بعد مقتل قيصر، غادر بروتس وكاسيوس (المتآمران الرئيسيان والمعروفان أيضًا باسم المحررين) إيطاليا وسيطرا على جميع المقاطعات الشرقية (من اليونان ومقدونيا إلى سوريا) وعلى الممالك الشرقية المتحالفة. في روما، سحق القادة القيصريون الثلاثة الرئيسيون (أنطوني وأوكتافيان وماركوس أميليوس ليبيدوس) الذين تحكموا بكامل الجيش الروماني تقريبًا في الغرب، سحقوا معارضي مجلس الشيوخ وأسسوا الحكم الثلاثي الثاني. كانت إحدى مهامهم الأولى تدمير قوات المحررين، ليس فقط للسيطرة الكاملة على العالم الروماني، إنما أيضًا للانتقام لموت قيصر.
قرر الثلاثة ترك ليبيدوس في إيطاليا، بينما انتقل شريكا الحكم الثلاثي الرئيسيان (أنطوني وأوكتافيان) إلى شمال اليونان مع أفضل قواتهما (28 فيلقًا). في العام 42 قبل الميلاد، أُرسل غايوس نوربانوس فلاكوس و ديسيديوس ساكسا من قبل الحكم الثلاثي مع حرس مقدمة من ثمانية فيالق إلى مقدونيا لمحاربة مغتالي يوليوس قيصر. في حي فيليبي، التقى نوربانوس وساكسا بالقوات المتقدمة المشتركة لكاسيوس وبروتس. على الرغم من أنهم كانوا أقل عددًا، احتل نوربانوس وساكسا موقعًا بالقرب من فيليبي ليمنعا الجمهوريين من التقدم. تمكن بروتوس وكاسيوس بالخديعة من حمل نوربانوس على ترك الموقع، لكن نوربانوس اكتشف الحيلة في الوقت المناسب واستعاد المركز المهيمن. عندما تمكن بروتوس وكاسيوس من الالتفاف عليهم، تراجع نوربانوس وساكسا نحو أمفيبوليس. عندما وصل مارك أنطوني والجزء الأكبر من قوات الحكم الثلاثي (باستثناء أوكتافيان، الذي تأخر في دايريشيوم بسبب اعتلال صحته)، وجدوا أن أمفيبوليس تحت حراسة جيدة وتُرك نوربانوس لقيادة المدينة.

## القوى المعارضة
أحضر الحكم الثلاثي تسعة عشر فيلقًا إلى ساحة المعركة. تذكر المصادر على وجه التحديد اسم فيلق واحد فقط (الفيلق الرابع)، لكن الفيالق الأخرى الحاضرة شملت الفيلق السادس، والسابع، والثامن، والعاشر إيكوستريس، والثاني عشر، والثالث، والثامن والعشرين، والتاسع والعشرين، والثلاثين، إذ أن قدامى المحاربين شاركوا في المستوطنات البرية بعد المعركة. أفاد أبيان أن جحافل الحكم الثلاثي كانت كاملة الرتب تقريبًا. علاوة على ذلك، امتلكوا قوة كبيرة من سلاح الفرسان (13000 فارس مع أوكتافيان و 20000 مع أنطوني).
امتلك جيش المحررين أيضًا تسعة عشر فيلقًا (ثمانية مع بروتوس وتسعة مع كاسيوس، وفيلقان آخران مع الأسطول). اثنان فقط من الفيالق كانا برتب كاملة، لكن الجيش تعزز عبر جباية الضرائب من ممالك الحلفاء الشرقية. أفاد أبيان أن الجيش حشد ما مجموعه نحو 80 ألف جندي مشاة. تضمن سلاح الفرسان المتحالف ما مجموعه 17000 فارس بما في ذلك 5000 فارس رامي أسهم على الطراز الشرقي. شمل هذا الجيش فيالق قيصر القديمة الموجودة في الشرق (على الأرجح مع الفيلق السابع والعشرين، والسادس والثلاثين، السابع والثلاثين، والحادي والثلاثين، الثالث والثلاثين)؛ وهكذا تألف جزء كبير من جيش المحررين من قدامى المحاربين القيصريين. ومع ذلك، تألف الفيلق السادس والثلاثون من قدامى المحاربين البومبيين الذين التحقوا بجيش قيصر بعد معركة فارسالوس. كان ولاء الجنود الذين كان من المفترض أن يحاربوا وريث قيصر مسألة حساسة بالنسبة للمحررين. حاول كاسيوس بكل الطرق تعزيز ولاء الجنود بخطابات قوية («لا يقلقنّ أحدٌ منكم أنه كان يومًا من جنود قيصر. لم نكن جنوده حينها، بل كنا جنودًا لوطننا») وبهدية 1500 دينار لكل جندي و 7500 دينار لكل قائد مئة.